# System of a Down
System of a Down (SOAD) — армяно-американская альтернатив-метал-группа, образованная в 1994 году в Глендейле Сержем Танкяном и Дароном Малакяном под названием Soil, а в 1995 принявшая нынешнее название. Все участники группы имеют армянское происхождение. В период с 1998 по 2005 год группа выпустила пять студийных альбомов, каждый из которых стал платиновым (наиболее успешный — мультиплатиновый Toxicity, с общим тиражом свыше 12 миллионов экземпляров). Было продано более 40 миллионов копий альбомов по всему миру.
В 2006 году участники System of a Down решили временно приостановить совместную деятельность и заняться сольными проектами. 29 ноября 2010 года группа объявила о воссоединении и проведении европейского турне в 2011 году. Изначально группа должна была называться «Victims of the Down» — по стихотворению, написанному Дароном Малакяном. При совместном обсуждении участниками было решено заменить слово «victims» на более общее «system». Причиной замены также послужило желание Шаво Одаджяна расположить группу ближе к Slayer на полках музыкальных магазинов. 6 ноября 2020 года группа выпустила две новые песни: «Protect the Land» и «Genocidal Humanoidz», в поддержку Армении и Арцаха.

## История группы

### Начало творчества, дебютный альбом
В 1992 году солист Танкян (вокал, клавишные) и солист-гитарист Малакян (вокал, гитара) основали группу Soil, в которую пригласили Доминго Лареньо (ударные) и Дейва Хакопяна (бас-гитара). Группа, имея в своём активе всего один концерт и один джем-сейшн, распалась из-за новоприглашённых участников, которые решили её покинуть. В 1995 году Танкян и Малакян образовали уже сам коллектив System of a Down, в который пригласили Шаво Одаджяна и Энди Хачатуряна, посещавших ту же армянскую частную школу в Голливуде и хорошо знакомых обоим музыкантам. Сначала Одаджян должен был стать менеджером коллектива, но в итоге стал играть на бас-гитаре. В течение 1994—1997 годов SOAD выпустили четыре демо-кассеты с записями их песен.
В середине 1997 года группу покинул Хачатурян, впоследствии ставший одним из основателей The Apex Theory. Причиной этому послужила травма руки, не позволившая продолжить карьеру барабанщика (по другим источникам, Андраник ушёл из-за возникших разногласий). Хачатуряна сменил Джон Долмаян.
В 1997 году музыканты заключили контракт на выпуск альбома с известным музыкальным продюсером Риком Рубином и приступили к записи своего дебютного диска System of a Down. Альбом вышел 30 июня 1998 года и разошёлся за пять лет почти миллионным тиражом. Характерным признаком этой пластинки является доминирование стилистики ню-метала. Синглы «Spiders» и «Sugar» стали самыми успешными песнями альбома, они постоянно звучали на радио, а клипы регулярно показывались каналом MTV. В 1998 году эти песни заняли 25-е и 28-е место соответственно в хит-параде Hot Mainstream Rock Tracks. Альбом System of a Down представлялся на концертах Slayer и Metallica, где System of a Down выступали в качестве «разогревочной» группы, а также на фестивале Ozzfest. По окончании фестиваля группа участвовала во многих мероприятиях вместе с Fear Factory, Incubus и была хедлайнером SnoCore Tour наряду с Puya, Mr. Bungle и The Cat в 2000 году. Годом ранее они должны были выступать на Family Values Tour, но Фред Дёрст исключил их из списка, о чём позже пожалел.
В 1998 году группа записала совместно с рэп-исполнителями Ma$e, Дидди и Lil' Kim песню «Will They Die 4 You», которая вошла в альбом Chef Aid: The South Park Album. В 2000 году SOAD создали кавер-версию песни Snowblind для трибьют-альбома группы Black Sabbath «Nativity in Black II» и вместе с хип-хоп-группой Wu-Tang Clan — песню Shame On A Nigga, вошедшую в альбом Loud Rocks, в записи которого участвовали и другие рок- и хип-хоп-коллективы.

### Toxicity и Steal This Album!

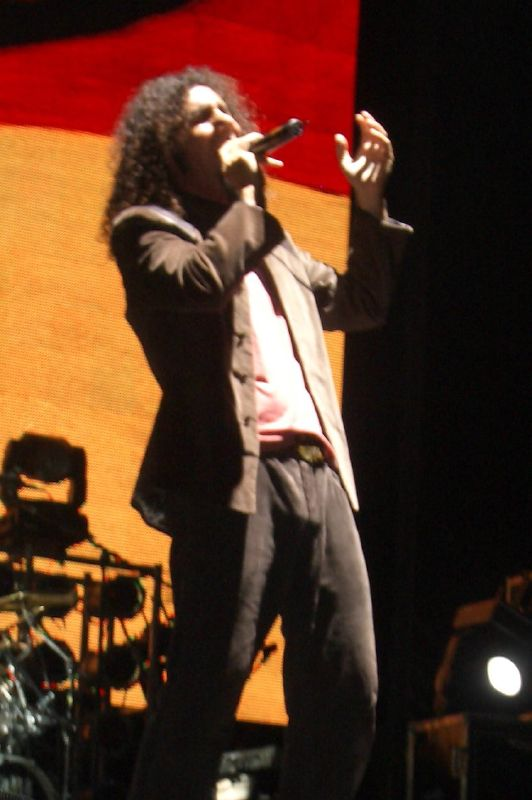
Серж Танкян

На 3 сентября 2001 года был запланирован бесплатный концерт в Голливуде по случаю выпуска нового альбома Toxicity. Выступление группы должно было пройти на стоянке, рассчитанной на 3500 человек, однако, по оценкам, на концерт явилось порядка 7—10 тысяч зрителей. В целях безопасности выступление System of a Down без каких-либо объявлений было отменено незадолго до выхода музыкантов на сцену. Пришедшие зрители ждали начала концерта больше часа, после чего начали дебош: они стали уничтожать концертное оборудование, бросали камни в полицейских, разбивали окна. Беспорядки продолжались почти шесть часов, в течение которых шестеро фанатов коллектива были арестованы.
На следующий день состоялся официальный релиз этого альбома. По своему стилю Toxicity мало отличался от дебютной пластинки. Этот альбом получил статус мультиплатинового, и, во многом благодаря ему, System of a Down стали известными на весь мир. Альбом дебютировал на первой строчке чартов США и Канады, а по всему миру было продано более 6 миллионов экземпляров диска.
Авторитетные американские издания благосклонно отозвались об альбоме. Так, рецензент журнала «Time» отметил, что группа «кричала громче и красноречивей всех». По его словам,
Серж Танкян умеет легко менять голоса, что он демонстрирует в «отличившихся» «Chop Suey!» и «Forest». Он знает, как сделать так, чтобы голос звучал в одних моментах как у злого регента, а в других — как у солиста хора мальчиков. Всё это прикрывает гитарист Дарон Малакян стеной жёсткого риффа.
Журнал «Spin» написал, что «Toxicity — самый честолюбивый альбом среди остальных ню-метал альбомов, это звучание современности».
Записанные в процессе создания альбома, но не попавшие на пластинку песни с плохим качеством записи были украдены и выложены в Интернет, в связи с чем группе пришлось в сжатые сроки записать и издать новый диск, который они назвали Steal This Album! (рус. Укради этот альбом!), состоявший из качественных версий украденных песен и нескольких новых треков. Этот альбом был выпущен в свет 26 ноября 2002 года. В результате сотрудничества с Майклом Муром вышел клип Boom!, оформленный в стиле антивоенной пропаганды. В частности, видео было направлено против войны в Ираке и содержало кадры со множества митингов и акций, прошедших 15 февраля 2003 года в более чем 600 городах мира. Всего приняло участие порядка десяти миллионов человек, а System of a Down присоединились к 60-тысячному шествию в Лос-Анджелесе.

### Mezmerize и Hypnotize

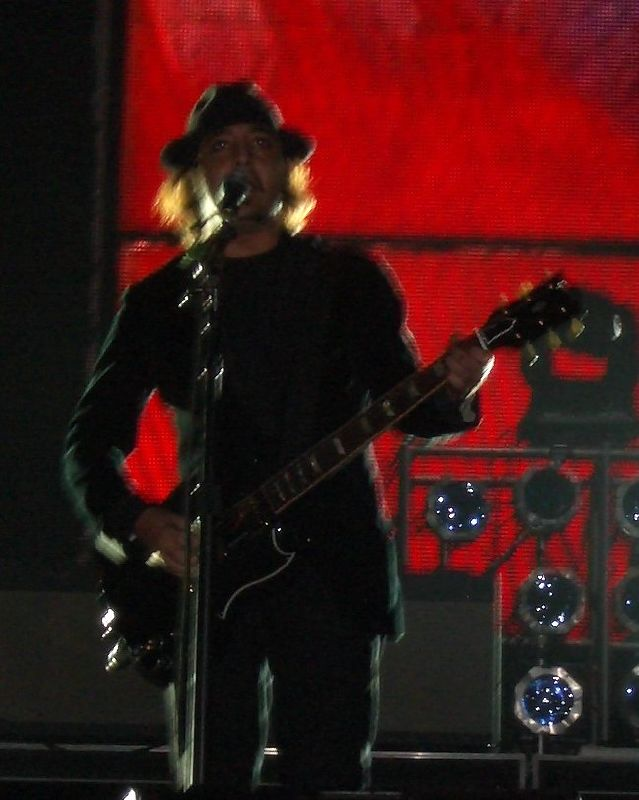
Дарон Малакян, 2006 год

В период с 2004 по 2005 год System of a Down почти не давали концертов, занимаясь написанием новых композиций. За это время группа выпустила 23 новые песни, изданные на двух альбомах, образующих единое целое как в музыкальном плане, так и в плане содержательном. Альбомы были выпущены с разницей всего в полгода. Первая пластинка — Mezmerize — вышла 17 мая, а вторая, Hypnotize, — 22 ноября 2005 года. По словам музыкантов, они разделили эти альбомы, чтобы дать слушателям время ознакомиться с первой частью их песен перед выпуском второй половины.
Mezmerize дебютировал на первом месте в чартах США, Канады и Австралии. По всему миру было продано более 800 000 экземпляров. Оба альбома стали платиновыми и поднимались на первое место в списках «Биллборда» в течение одного календарного года. System of a Down стали первыми, кому удалось сделать это после The Beatles. В том же году группа получила награду MTV Europe Music Awards за лучший альтернативный проект, а в 2006 году System of a Down удостоились премии «Грэмми» за лучшее хард-роковое выступление (за песню «B.Y.O.B.»).

### Отпуск и воссоединение

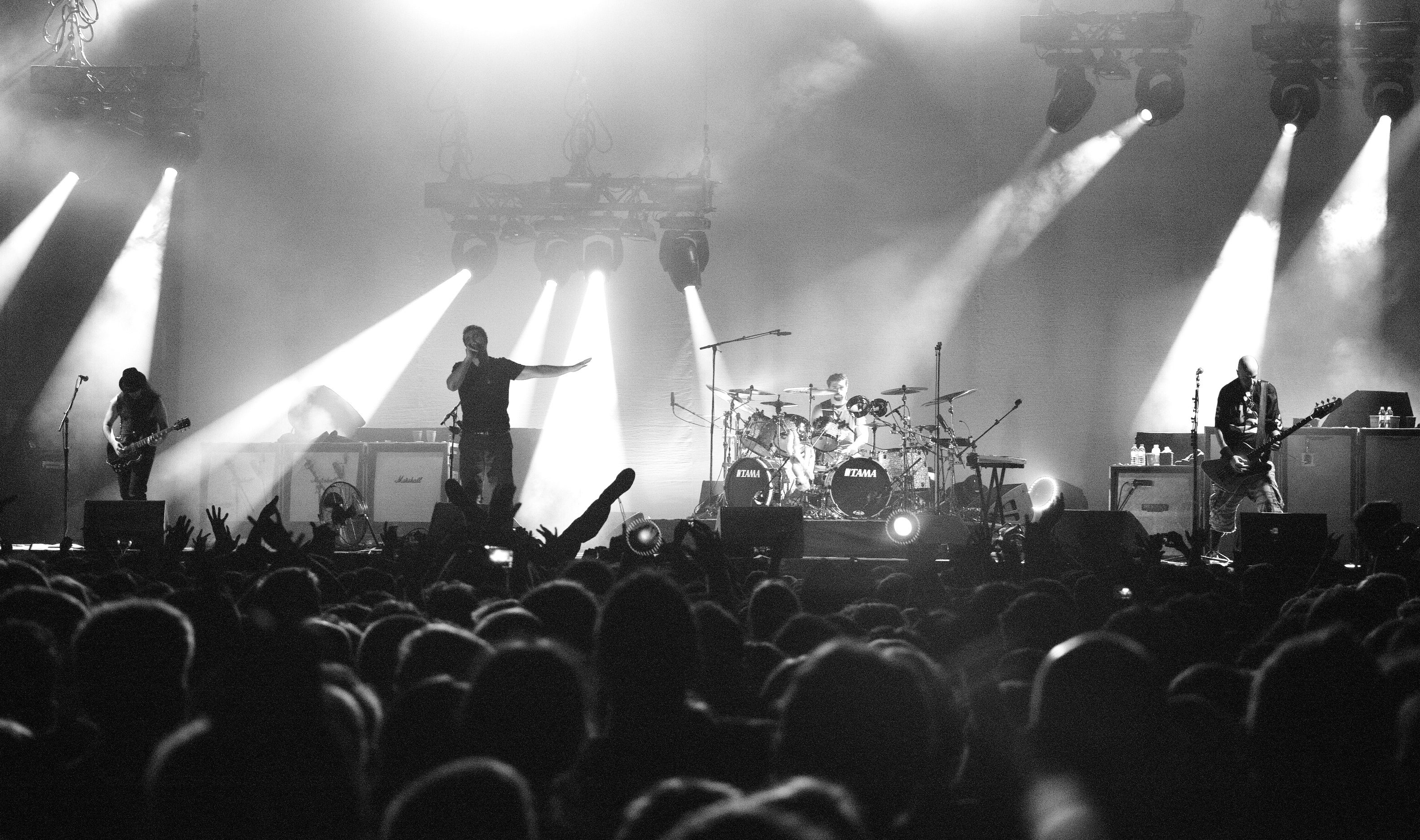
System of a Down, 2013 год

В мае 2006 года группа объявила о перерыве в своём творчестве. Шаво Одаджян в интервью журналу «Guitar» сказал, что отпуск продлится не менее трёх лет. В интервью с Крисом Хариссом (MTV News) Дарон Малакян говорил, что группа не распадается, потому что если бы это было действительно так, то концерта на Ozzfest в 2006 году не было бы. «Мы собираемся уйти в продолжительный перерыв и сделать свои сольные проекты, — продолжал Дарон, — мы в System уже больше 10 лет, и, мне кажется, это здорово, покинуть на некоторое время группу и вернуться к ней позже».

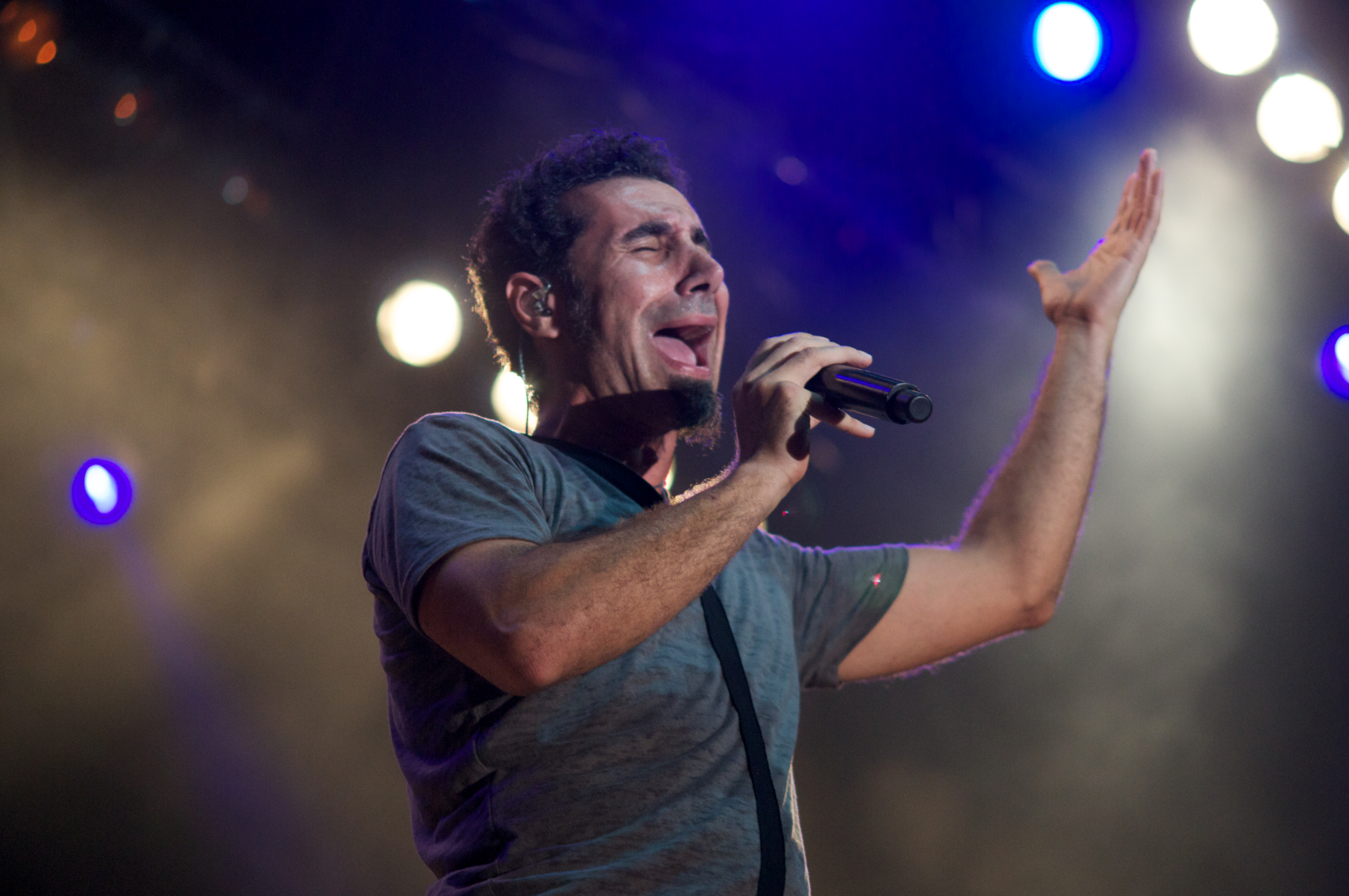
Серж Танкян на фестивале в Бургасе в августе 2010 года

В 2006 году музыканты приняли участие в создании фильма Карлы Гарапедян «Кричащие» («Screamers»), рассказывающего о геноциде армян. В следующем году Серж Танкян выпустил свой первый сольный альбом Elect The Dead, занявший четвёртое место в Billboard 200, Дарон Малакян и Джон Долмаян создали собственную группу Scars on Broadway (также известны как «Scars» или, сокращённо, «SOB»), а Шаво Одаджян вместе с Wu-Tang Clan основали хип-хоп проект Achozen. Первое выступление SOB прошло 11 апреля на сцене «Whisky a Go Go» в Лос-Анджелесе, а 29 июля 2008 года они выпустили свой первый одноимённый альбом, который занял 17 место в Billboard 200. Группа Achozen, в свою очередь, записала альбом The Album, релиз которого ещё не состоялся. 31 октября 2009 года в Хэллоуин Одаджян организовал бесплатный концерт «Shavo’s Halloween party» в клубе The Roxy, где выступил на одной сцене с двумя другими участниками SOAD — Дароном и Джоном. Они сыграли три песни, в том числе «Suite-Pee» (SOAD) и «They Say» (SOB). 30 марта 2010 года Серж Танкян анонсировал выход своего второго сольного альбома Imperfect Harmonies, а 21 сентября состоялся релиз пластинки. Спустя почти три недели после выпуска диск дебютировал на третьем месте чарта хард-рок альбомов Billboard.
Ранее, в начале января 2010 года, Шаво Одаджян написал в своем микроблоге: «Парни, готовы ли вы к System???». Это могло означать возвращение, но позже, когда шумиха в блогах добралась до СМИ, музыкант обновил своё сообщение на Twitter, заявив, что воссоединение пока не входит в планы группы. Серж Танкян также быстро опроверг этот слух. Но уже 29 ноября этого же года, после пятилетнего отпуска, группа объявила о своём воссоединении. На официальном сайте коллектива было опубликовано сообщение:

Мы хотим поблагодарить вас за поддержку, не только System of a Down, но и всех наших сольных работ. У нас нет никаких далеко идущих планов. Мы просто отыграем эти шоу, потому что хотим снова выйти на сцену вместе — и потому что этого хотите вы.
Оригинальный текст (англ.)We want to thank you for your support, not only to System Of A Down, but to all of our solo efforts as well. We have no master plan of sorts — we are playing these shows simply because we want to play together again as a band and for you.

Вскоре стало известно, что группа собирается начать европейский тур в 2011 году, в ходе которого выступила на крупных рок-фестивалях, таких как «Rock am Ring», «Greenfield», «Download», «Novarock» и «Metaltown». Помимо этого, в планах у System of a Down значились концерты в Италии, Германии, Франции, Швейцарии, Великобритании, Австрии, Швеции и Финляндии. 21 июня 2011 года группа выступила в Москве в спорткомплексе «Олимпийский».
7 августа 2013 года группа сыграла на российском фестивале Kubana, они выступили главным хедлайнером и закрыли своим выступлением фестиваль.
В феврале 2015 года в московском кинотеатре «Пять звёзд» при поддержке посольства Армении в Российской Федерации прошла закрытая презентация киноленты «1915» режиссёров Карина Ованисяна и Алека Мухибяна, первый из которых лично присутствовал на показе. На презентации присутствовал и Серж — как главный композитор фильма.
20 апреля 2015 года группа в рамках тура «Wake up the souls» (посвященного 100-летней годовщинe Геноцида армян) посетила Москву, выступление прошло в спортивно-концертном комплексе «Олимпийский».
23 апреля 2015 года в рамках того же тура группа посетила Ереван и дала бесплатный концерт на Площади Республики.
В интервью Kerrang! в ноябре 2016 года барабанщик Джон Долмаян рассказал, что System of a Down работают над более чем дюжиной песен для продолжения альбомов Mezmerize и Hypnotize. Хотя он заявил, что группа не знает, когда выйдет альбом, он добавил: «Я хочу, чтобы все были на борту и чувствовали себя хорошо. Это то, чего мы пытаемся достичь прямо сейчас. На нас оказывается огромное давление, потому что прошло уже 11 лет — по крайней мере, 12 к моменту выхода альбома».
В видеосессии вопросов и ответов с поклонниками 2 июля 2017 года Шаво Одаджяна спросили о статусе следующего альбома, и он ответил: «Я тоже жду нового альбома. Этого не происходит. Я не знаю. Я не знаю, когда это будет. Не сейчас.» В интервью Rolling Stone в декабре 2017 года Серж Танкян сказал, что System of a Down написали новый материал, но не знают, что с ним делать. Затем он сказал, что не хочет брать на себя обязательства по выпуску нового альбома из-за отсутствия обязательств по длительным гастролям.
Малакян назвал Танкяна причиной того, что новый альбом до сих пор не выпущен. Танкян подробно описал свой взгляд на прошлые и нынешние конфликты группы и их общую ситуацию, сказав: "Поскольку мы не смогли увидеть глаза в глаза по всем этим пунктам, мы решили на время отложить идею записи альбома. " Долмаян обвинил всех участников группы в личных и творческих разногласиях, которые мешают им записать новый студийный альбом. Танкян также выразил неуверенность в том, будет ли новый альбом, но не исключил такой возможности. Он описал, как он представляет себе звучание альбома: «Он должен быть органичным, он должен быть правильным во всех отношениях».
Одаджян сказал, что у группы есть материал, написанный «примерно за последние 10-12 лет», но он не уверен, что он войдет в альбом System of a Down или нет. Он также сказал, что у Малакяна и Танкяна есть визуальные различия в том, как должен звучать альбом, и что внутреннее напряжение в группе нарастало гораздо дольше, чем это было известно поклонникам, несмотря на любовь и уважение друг к другу. Позже он сказал, что между участниками нет конфликта, выразив уверенность в том, что System of a Down в конечном итоге запишут новый альбом, и заявил, что у них есть материал, который будет их лучшим на сегодняшний день. Однако Танкян опроверг это заявление, заявив, что не было никаких разговоров о том, что группа запишет новый альбом.
Малакян объяснил, что нерешительность группы в записи нового студийного альбома связана с различными творческими перспективами и отсутствием желания гастролировать; однако он не отверг возможность записи альбома, но сказал, что, скорее всего, это произойдет не скоро. Он считает, что поклонникам все равно, что группа не записывает альбом, «но я думаю, что многие поклонники просто хотят альбом». Он выразил надежду, что участники группы соберутся вместе и запишут новую музыку, но его устраивает направление его группы Scars on Broadway, отметив, что у участников группы хорошие дружеские отношения: «Но в то же время я не вижу, чтобы это произошло в ближайшее время, чтобы мы все собрались вместе и записали новый альбом System of a Down.» Малакян сказал, что Танкян и остальные участники группы не смогли прийти к соглашению о том, как им делать новую музыку, но настаивает, что между ними нет никакого негатива.
С 1 июня по 5 июля 2017 прошёл европейский тур в 21 городе.
Несмотря на способность System of a Down выступать вживую, Одаджян выразил разочарование по поводу их неспособности записать новую музыку, объяснив, что остальными участниками был написан новый материал в виде возможного нового альбома. Однако без присутствия Танкяна никаких записей сделано не было. Он задал вопрос, почему группа до сих пор не записала альбом, назвав проблемой творческие разногласия. Из-за отсутствия обязательств по записи новой музыки Танкян, однако, выступает за выпуск сборника ранее не издававшихся песен System of a Down с прошлых альбомных сессий группы, но для его выпуска необходимо убедить всех участников.
Из-за разногласий между участниками группы, Долмаян стал сомневаться в том, что хочет больше создавать новую музыку. Хотя он не хотел возлагать вину за неспособность группы записать новый альбом на Танкяна и Малакяна, он сказал: «Нужно четыре человека, чтобы создать эту группу, и нужно четыре человека, чтобы её не создавать. Я думаю, что мы все виноваты. Я мог бы обвинить только Дарона и Сержа, потому что, откровенно говоря, они являются основными авторами песен, так что легко обвинить их. Но это не только их вина. Во многом это их вина, но это не только их вина.» В одном из интервью Долмаян заявил, что перерыв в работе группы был серьёзной ошибкой: «Я никогда не хотел, чтобы System брали перерыв. Я думаю, что это был катастрофический шаг для нас, потому что мы так и не достигли своего пика». Долмаян считал, что группа могла бы подняться на вершину чартов, если бы просто продолжала выступать. 17 декабря 2020 года Серж Танкян объявил в интервью Rolling Stone, что выпустит EP под названием «Elasticity» под своим собственным именем. Танкян планировал выпустить EP в октябре, но из-за COVID-19 изменил планы и выпустил его в феврале 2021 года. В интервью он объясняет, что EP содержит песни, написанные им для System of a Down, которые группа в итоге решила не записывать.

### Возможный шестой альбом
5 ноября 2020 года, в ответ на войну в Нагорном Карабахе 2020 года, System of a Down выпустили свои первые песни за 15 лет, «Protect the Land» и «Genocidal Humanoidz», обе из которых «говорят о страшной и серьёзной войне, которая ведется на наших культурных родинах — Арцахе и Армении.». «Protect the Land» также получила музыкальное видео и стала первым синглом группы за 14 лет, со времен «Lonely Day». Выручка от песни была направлена на помощь Всеармянскому фонду «Айастан» и на гуманитарные нужды перемещенных семей после войны.
Что касается возможного нового альбома, Долмаян сказал Rolling Stone: «Если бы это зависело от меня, мы бы выпускали новый альбом каждые три года. Но от меня ничего не зависит. Я нахожусь во власти своей команды, и хотя я много лет боролся за это с участниками группы, я принял то, что есть. У нас действительно пять альбомов и сейчас две песни. Мы многого добились в своей карьере. Если на этом все закончится, пусть будет так». В том же интервью Малакян заявил, что «Protect the Land» и «Genocidal Humanoidz» первоначально собирались быть выпущены под маркой его собственной группы Scars on Broadway. Однако по мере того, как конфликт разгорался, группа решила собраться вместе и выпустить эти песни под именем System of a Down. Малакян также сказал, что не собирается в ближайшее время выпускать новую музыку, заявив, что синглы были «одноразовыми». Шаво Одаджян в последующем интервью Wall of Sound рассказал о концепции песен, заявив: «Это было потрясающе… Даже несмотря на наши разногласия, когда мы там, это просто как братья, делающие музыку вместе, как будто все началось.» На вопрос, вдохновили ли эти две песни на новый период творчества System of a Down, Танкян ответил Triple J в декабре 2020 года: «Я не знаю, потому что сейчас мы сосредоточены на том, что происходит в Армении. Там огромная гуманитарная катастрофа. Мы все ещё сосредоточены на сборе средств, повышении осведомленности об этом. Время покажет, приведет ли это к чему-то другому или нет».
В январе 2023 года Долмаян заявил, что Танкян «долгое время не хотел играть в группе […] и, честно говоря, нам, вероятно, следовало расстаться примерно в 2006 году. Мы неоднократно пытались собраться вместе, чтобы записать альбом, но существовали определённые правила, которые не позволяли сделать это и сохранить целостность того, что представляла собой System of a Down». Несмотря на серьёзную неудачу, он сказал, что химический эффект от совместных выступлений группы по-прежнему велик. 14 мая того же года System of a Down провели свое единственное живое выступление в 2023 году в качестве сохедлайнеров фестиваля Sick New World в Лас-Вегасе.
В 2024 году группа дала два концерта: в первом случае они выступили на Sick New World 27 апреля, став вторыми хедлайнерами подряд; во втором — они стали сохедлайнерами (вместе с Deftones) отдельного концерта в парке «Золотые ворота» в Сан-Франциско, став первым в истории концертом, прошедшим на этой площадке по билету.
В мае 2024 года Танкян рассказал в своих мемуарах «Down with the System», что во время перерыва в работе System of a Down в том же 2005 году он предложил группе покинуть свою должность и предложил найти нового вокалиста из-за травмы спины и отсутствия интереса к гастролям. Хотя музыканты провели прослушивание неназванного певца без ведома Танкяна, они отказались от этой идеи и продолжили работу со своим прежним вокалистом.  Однако в 2025 году группа начала тур под названием «Wake Up!» с датами в Латинской Америке впервые за десять лет и несколькими концертами в США и Канаде. Они заявили, что остаются открытыми для расширения этого тура в другие места, которые они давно не посещали .
В феврале 2025 года Малакян высказал свои мысли о создании нового альбома System of a Down.
«Я горжусь этими альбомами. Я не живу с сожалением о чем-то подобном, но было бы здорово посмотреть, как развивалась бы группа, если бы мы продолжали выпускать музыку. Если мы выпустим альбом сейчас, он будет настолько далек от [Hypnotize и Mezmerize], что, на мой взгляд, он не продолжит историю. Было время, когда я хотел [записать новую пластинку System Of A Down]. Я уже не уверен, насколько сильно я этого хочу - уверен, люди не будут слишком рады услышать это от меня. Я уже не в том состоянии, в котором был, возможно, 10 лет назад».
— Дарон Малакян (2025)

## Стиль, влияние, критика
System of a Down изначально исполняли музыку в стиле ню-метал, хотя сейчас определённого стиля их музыка не имеет. Их стиль нередко называют альтернативным металом, рэп-металом, арт-роком, экспериментальным роком, хард-роком, хэви-металом, ню-металом, прогрессивным металом и прогрессивным роком. По мнению Филиппа Миронова, журналиста и редактора журнала «Black Square», «System of a Down» характеризуются тяжёлым и плотным звуком, не чуждым, впрочем, симфоническому драматизму. Характерен для SOAD также контрастный вокал. Мощный голос Сержа Танкяна обычно сопровождается громкими, быстрыми и агрессивными гитарными риффами в стиле трэш-метал. «Иногда я пою как оперный певец, иногда гортанно, иногда обычно, — говорит Серж Танкян, — это получается естественно, меня стимулирует музыка, а я ей просто отвечаю». Также в их музыке встречаются и армянские мотивы.
Everytime you drop the bomb 
You kill the God your child has born.
Каждый раз, когда вы сбрасываете бомбу,
Вы убиваете Бога, которого родил ваш ребёнок.
Другая отличительная черта этого коллектива — критические тексты, затрагивающие вопросы политики. Их критика направлена, в первую очередь, на политику США. Вследствие этого у лидера группы Сержа Танкяна имеется подозрение, что за группой следит ЦРУ. Также в некоторых песнях SOAD обращают внимание слушателей на геноцид армян («P.L.U.C.K.» («Политически лгущие нечестивые трусливые убийцы»), «X» и «Holy Mountains»). Для группы стало традицией устраивать благотворительные концерты, посвящённые вопросу геноцида, перед которыми среди зрителей распространяются материалы, повествующие о событиях тех лет.
«System of a Down — неотъемлемая часть новой революционной волны в тяжёлом роке, — пишет американский критик. — На первый взгляд может показаться, что эта группа — ещё одна разновидность Rage Against the Machine, но во всём, что касается музыки, они настоящие металлисты, чьи песни впитали панковский подход, рифмы в духе Pantera и вокальные приёмы в стиле Майка Паттона».
В основном на группу повлияла ближневосточная музыка, а также такие группы и исполнители, как The Beatles, Korn, AC/DC, Kiss, Van Halen, Dead Kennedys, Фрэнк Заппа, Slayer. «Кроме того, — рассказывает Дарон Малакян, — на нас повлияли два фильма „Убить Билла“… Я нашел нечто общее между Квентином Тарантино и System of a Down, потому что фильмы Тарантино — это одновременно и фильмы ужасов, и драмы, и фильмы с хеппи-эндом. Это же можно сказать и о музыке System of a Down».

Вы можете сравнить нас с кем хотите. Меня это не беспокоит… Факт остаётся фактом: мы те, кто мы есть, а они — те, кто они есть.
Оригинальный текст (англ.)You can compare us to whoever you want. I don’t care… Fact is fact: We are who we are and they are who they are.
— Шаво Одаджян

### System of a Down: Right Here in Hollywood

Обложка книги «System of a Down: Right Here in Hollywood»

30 апреля 2006 года крупным британским издательством «Independent Music Press» была опубликована первая книга, посвящённая творчеству группы, под названием «System of a Down: Right Here in Hollywood» (рус. System of a Down: Прямо здесь, в Голливуде), автором которой является известный английский журналист Бен Майерс. По его словам, он большой фанат SOAD ещё с тех пор, когда впервые брал интервью у участников коллектива в рамках европейского тура 1999 года. Книга содержит не только биографический очерк группы, но и эксклюзивные интервью с её участниками.
«Чтобы написать книгу, нужно потратить месяцы на интервью, расспросы, наблюдения, — рассказывает Бен Майерс. — Мне интересны те группы, которые действительно делают что-то значительное, и, конечно, неплохо, если они при этом ещё и популярны… Я написал книгу о System of a Down, которых считаю самой важной политически настроенной группой наших дней. Их музыка — это интереснейший в музыкальном отношении саундтрек к американской жизни времен президентства Джорджа Буша».

## Состав
Текущий состав
- Серж Танкян (арм. Սերժ Խաչատուրի Թանգյան) — ведущий вокал, клавишные, семплы (1994–2006, 2010–настоящее), ритм-гитара (2001–2006, 2010–настоящее)
- Дарон Малакян (арм. Տարոն Վարդանի Մալաքյան) — соло и ритм-гитара, бэк-вокал (1994–2006, 2010–настоящее), соведущий вокал (2004–2006, 2010–настоящее)
- Шаварш «Шаво» Одаджян (арм. Շավո Օդաջյան) — бас-гитара (1994–2006, 2010–настоящее)
- Джон Долмаян (арм. Ջոն Դոլմայան) — ударные, перкуссия (1997-2006, 2010-настоящее)

Бывшие участники
- Андраник «Энди» Хачатурян (арм. Անդրանիկ (Անդի) Խաչատրյան) — ударные (1994—1997)

Временная шкала

## Дискография и видео
| Студийные альбомы 1998: System of a Down 2001: Toxicity 2002: Steal This Album! 2005: Mezmerize 2005: Hypnotize Демозаписи 1995: Безымянная демо-кассета 1995: Demo Tape 1 1996: Demo Tape 2 1997: Demo Tape 3 1998: Demo Tape 4 | Синглы 1998: Sugar 1999: Spiders 2001: Johnny 2001: Chop Suey! 2001: Toxicity 2002: Aerials 2005: B.Y.O.B. 2005: Question! 2005: Hypnotize 2006: Lonely Day 2020: Protect The Land / Genocidal Humanoidz | В компиляциях 1998: Chef Aid: The South Park Album Сольные проекты 2003: Serart сольный альбом Сержа Танкяна и Арто Тунчбояджяна 2007: Elect the Dead 2010: Imperfect Harmonies 2012: Harakiri 2013: Orca 2013: Jazz-Iz-Christ сольные альбомы Сержа Танкяна 2008: Scars on Broadway альбом одноимённого проекта Дарона Малакяна и Джона Долмаяна 2018: Dictator | Видео 1998: War? 1998: Sugar 1999: Spiders 2001: Chop Suey! 2001: Toxicity 2002: Aerials 2003: Boom! 2005: B.Y.O.B. 2005: Question! 2005: Hypnotize 2006: Lonely Day 2020: Protect The Land 2021: Genocidal Humanoidz |

## Награды и номинации
| Год  | Премия                    | Номинация                                 | Результат |
| ---- | ------------------------- | ----------------------------------------- | --------- |
| 2002 | «MTV Video Music Awards»  | «Лучшее рок-видео» («Chop Suey!»)         | Номинация |
| 2002 | «Грэмми»                  | «Лучшее метал-выступление» (Chop Suey!)   | Номинация |
| 2003 | «Грэмми»                  | «Лучшее хард-рок-исполнение» (Aerials)    | Номинация |
| 2003 | «Kerrang! Awards»         | «Лучшая иностранная группа»               | Номинация |
| 2003 | «American Music Award»    | «Лучший альтернативный исполнитель»       | Номинация |
| 2005 | «American Music Award»    | «Лучший альтернативный исполнитель»       | Номинация |
| 2005 | «Kerrang! Awards»         | «Лучший сингл» (B.Y.O.B.)                 | Номинация |
| 2005 | «Kerrang! Awards»         | «Лучший клип» (B.Y.O.B.)                  | Номинация |
| 2005 | «Kerrang! Awards»         | «Лучший альбом» (Mezmerize.)              | Номинация |
| 2005 | «Kerrang! Awards»         | «Лучшая концертная группа»                | Номинация |
| 2005 | «Kerrang! Awards»         | «Лучшая группа планеты»                   | Номинация |
| 2005 | «MTV Europe Music Awards» | «Лучший альтернативный исполнитель»       | Победа    |
| 2006 | «MTV Europe Music Awards» | «Лучший альтернативный исполнитель»       | Номинация |
| 2006 | «ECHO Awards»             | «Лучшая международная метал-группа»       | Победа    |
| 2006 | «Грэмми»                  | «Лучшее хард-рок-исполнение» (B.Y.O.B.)   | Победа    |
| 2007 | «Грэмми»                  | «Лучшее хард-рок-исполнение» (Lonely Day) | Номинация |